# 2022年2月葫芦岛市2019冠状病毒病聚集性疫情
2022年2月葫芦岛市2019冠状病毒病聚集性疫情是指自2022年2月8日起，在中华人民共和国辽宁省葫芦岛市爆发的2019冠状病毒病本土聚集性疫情。2022年2月7日，葫芦岛市绥中县，一名自感不适主动就诊的患者出现了发热现象，8日被报告为新冠病毒本土确诊病例，后经病毒基因三代测序，结果显示其感染了德尔塔变异株。9日，沈阳市报告一名与绥中县有关联的无症状感染者。据11日媒体报道，本轮疫情首名患者感染的病毒与黑龙江省绥芬河市疫情早期病例高度同源，据此分析本轮疫情疑为外地返乡人员在节日探亲活动时引发。2月28日，葫芦岛市全域实现低风险。

## 反应

### 葫芦岛市

#### 分区防疫
本轮疫情中，葫芦岛市继续沿用中国内地的“分区防疫”策略。风险区划分方面，2月10日，绥中县加碑岩乡窝岭村设为高风险地区、绥中县绥中镇工人社区盛华园二期设为中风险地区。防控区划分方面，划定的15个封控区实行“一办七组”的网格化管理。2月28日0时起，乡窝岭村被调整为低风险地区，至此，葫芦岛市全域低风险。

#### 核酸检测
除了常规性、与本轮疫情有直接关联的核酸检测外，葫芦岛兴城市于13日18时完成首轮全市核酸检测，截止16日17时，绥中县封控区核酸检测最多已开展10轮。

#### 日常生活
2月12日，葫芦岛发布通告，机关、事业单位工作人员实行弹性工作制，尽量采取网络等形式居家办公；麻将馆、棋牌室、影剧院、歌厅、网吧、洗浴和培训机构等行业暂停营业；宗教场所暂停宗教活动；严控各类聚集性活动，停办各类宴会、大型会议活动和正月十五灯节；福利院、敬老院、看守所、拘留所等实行封闭管理。

#### 交通应对
疫情发生后，葫芦岛对入葫、离葫通道进行全面管控，全体市民尽量不出市，特殊情况确需出市的，须向社区（村）和工作单位报备，并持24小时核酸检测阴性证明方可出市。截至2月12日24时，葫芦岛全市共设置管控点36个。绥中县公交车、线路班车、出租车全部停运；葫芦岛全市已暂停发往绥中县的客运班线和旅游包车；暂停市际客运班线；部分县（市）暂停县际班车；出市旅游包车驾驶员和乘客须全部持有24小时核酸检测阴性证明。

#### 免职与问责
2月15日，葫芦岛市绥中县发布问责通报，多名官员受到不同程度的处分，引发此次疫情的大货车司机贺某某、韩某，因涉嫌妨害传染病防治罪已由县公安机关立案侦查。